# Autonomna regija Muslimanski Mindanao
Autonomna regija Muslimanski Mindanao (ARMM; Rehiyong Awtonomo ng Muslim Mindanao) je filipinska regija površine 26,974 km² u kojoj živi 3,3 milijuna stanovnika (2010.). Od 2016. godine treba taj teritorij, slijedom mirovnog dogovora između muslimanskih pobunjenika i centralne filipinske vlasti iz 2012. godine - postati dio entiteta imenom "Bangsamoro", u principu muslimanske države koja će predstavljati dio Filipina - države koja za sada i nije federacija, jer njenih 17 regija za sada nemaju status država.
Regija pokriva oblast otoka Mindanao kao i Otočje Sulu koji se proteže od filipinskog otočja prema veikom otoku Borneu na kojem se nalaze teritoriji pod vlašću pretežno muslimanskih država Indonezije i Malezije i sastoji se od šest provincija; Basilan, Lanao del Sur, Maguindanao, Shariff Kabunsuan, Sulu i Tawi-Tawi. Cotabato City je Sjedište regionalne vlade se nalazi u gradu Cotobato, koji je obalni grad od cca 270.000 stanovnika eksklava Autonomne regije Muslimanski Mindanao, okružena teritorijem regije Soccsksargen; pravni status grada u odnosu na Autonomnu regiju Muslimanski Mindanao i regiju Soccsksargen nije do danas jasno uređen.
Guverner regije je od 2005. do 2009. god. bio Zaldy Ampatuan, a od 2009. do 2011. Ansaruddin-Abdulmalik A. Adiong, obojica iz Lakas-Demokratikong Kristiyano at Muslim, filipinske partije koja objedinjuje kršćanske demokrate i islamske demokrate. Od 2011. godine je predsjednik Filipina imenovao za guvernera Mujiva Sabbihija Hatamana iz Liberalne partije Filipina, koji je 2013. godine i pobijedio na izborima na koje je izašlo oko pola milijuna birača iz ARMM, ali ne i glavna politička snaga - pobunjenički musimanski pokret Moro Islamic Liberation Front (MILF). Vlasti ARMM će vršiti svoju funkciju dok na narodnom referendumu ne bude potvrđen ustav Bangsamoroa. Sam predsjednik Filipina Benigno Aquino III. je u govoru povodom potpisivanja mirovnog sporazuma s MILF-om o budućem Bangsamorou 7.10.2013. godine nazvao ARMM "propalim eksperimentom".
Muslimanski Mindanao - kao jedina pokrajina Filipina s posebnim statusom "autonomne regije" - osnovan je 1. kolovoza 1989. a službena inauguracija bila je 6. studenog 1990. u Cotabatou.
Ustanovljenje regije je bio plod pregovora vlada i separatističke muslimanske pobunjeničke milicije Moro Islamic Liberation Front (MILF), koju međutim nisu zadovoljile ni granice, ni stupanj autonomije pokrajine koju je jednostrano proglasila centralna vlada. Stoga su se i nakon ustanovljena ARMM izmjenjivala razdoblja sukoba i pregovora između središnje vlasti i te separatističke milicije. Broj žrtava u oružanom sukobu između MILF-a i vladinih snaga, koji uz prekide traje od sredine 1980.-ih (sam MILF je osnovan krajem 1960.-ih), procjenjuje se na oko 150.000.
Predstavnici MILF i centralne filipinske vlasti - slijedom Okvirnog sporazuma između Vlade Filipina i MILF-a (eng. Framework Agreement between the Government of the Philippines and the Moro Islamic Liberation Front) iz 2012. god.; mirovnog ugovora podržanog od međunarodne zajednice, uključujući Organizaciju islamske suradnje - razrađuju ustavna rješenja koja bi trebala osigurati jasan i za obje strane prihvatljiv status regije, koja bi od 30. lipnja 2016. god. trebala nositi naziv Bangsamoro (bez oznake da je riječ o "pokrajini").
Sam Okvirni sporazum iz 2012. god. predviđa za "Bangsamoro" status koji odgovara onome kojega imaju savezne države u federacijama, a muslimanima s Mindanaa status nacije - makar Filipini prema sadašnjem ugovoru nisu federalna država. Dapače se predviđa za "Bangsamoro" - granice čijeg će teritorija biti šire od sadašnje ARMM - primjena šerijatskog prava, te se izrijekom predviđa "jačanje šerijatskog sudstva", uz poštovanje jedne liste međunarodno priznatih ljudskih prava uključujući slobodu vjeroispovijesti. Prema Aneksu o podjeli ovlasti, centralne vlasti Filipina zadržavaju ovlasti u vanjskim poslovima, obrani zemlje, emitiranju novca, međunarodnoj i unutarnjoj trgovini, te pitanjima državljanstva. Nije predviđena nikakva ovlast filipinskih sudova, čak ni ustavnosudska kontrola, nad radom šerijatskih sudova, koji će biti ovlašteni da sude u svim vrstama stvari kada su obje stranke muslimani; nije jasno odnosi li se to i na poslovne korporacije i druge ustanove. Prema Aneksu o podjeli prihoda, Bangsamoro će imati pravo sam ubirati neke poreze, a od prihoda iz poreza koje će ubirati centralne vlasti dobivat će Bangsamoro 75%; dok ne odluči sam ubirati te poreze - kada će mu pripadati svi takvi prihodi. Bangsamoro će preuzeti kontrolu i sve prihode od državnih poduzeća na svojem teritoriju, a jedino će se prihodi od koncesija na mineralna bogatstva trajno dijeliti na način da centralnoj vlasti pripada 25%. Nadalje centralnoj vlasti trajno ostaju svi carinski prihodi.
Najradikalniji dio muslimanskih pobunjenika, Moro National Liberation Front (MNLF) je 27. srpnja 2013. god. proglasio neovisnost "Bangsamoro Republik", koja bi prema njihovom mišljenju obuhvaćala cjelokupni otok Mindanao, više stotina kilometara udaljen veliki filipinski otok Palawan, te čak najistočniju provinciju Malezije - Sabah na Borneu. Oko 500 pripadnika MNLF je uspjelo u srpnju 2013. godine uspostaviti vojnu kontrolu nad nekoliko četvrti grada Zamboanga (grad ima preko 800.000 stanovnika), međutim su ih nakon teških borbi u razdoblju 8. – 28. rujna 2013. godine (procjenjuje se da je tijekom borbi porušeno oko 10.000 kuća) filipinske oružane snage uspjele potisnuti iz grada. MILF se držao postrani od sukoba filipinske vojske i MNLF-a.
Bangsamoro je kovanica sastavljene od naziva "Moro", što bi bio naziv za etničku grupu koja okuplja muslimane što žive na Mindanau i koji govore nekoliko različitih jezika (te imaju različite kulturne tradicije), a riječ "bangsa" na malajskom jeziku znači "narod".
Jezici koji se govore u regiji su maguindanao, maranao, tausug, malajski i arapski.